# بانوب ظهر الجمل
قرية بانوب ظهر الجمل هي إحدى القرى التابعة لمركز ديروط في محافظة أسيوط في جمهورية مصر العربية. حسب إحصاءات سنة 2006، بلغ إجمالي السكان في بانوب ظهر الجمل 12914 نسمة، منهم 6529 رجل و6385 امرأة.